# Tajná kniha Šerosvitu
Tajná kniha Šerosvitu je povídková kniha z žánru současné, nebo též městské fantasy. Děj jednotlivých povídek je volně propojen, odehrává se v současnosti a převážně na území České republiky.

Kniha vyšla v roce 2011 v nakladatelství Albatros a jejími autory jsou Karolina Francová, Sanča Fülle, Vilma Kadlečková, Lucie Lukačovičová a Julie Nováková.